# Suspiria (film, 2018)
Suspiria är en amerikansk-italiensk skräckfilm från 2018, i regi av Luca Guadagnino och skriven av David Kajganich. Filmen är baserad på den italienska skräckfilmen Flykten från helvetet regisserad av Dario Argento. Filmens roller spelas av Dakota Johnson, Tilda Swinton, Mia Goth, Chloë Grace Moretz, Angela Winkler, Renée Soutendijk, Ingrid Caven och Sylvie Testud. Jessica Harper som spelade huvudrollen i Flykten från helvetet har en cameoroll i filmen.
Suspiria hade biopremiär under filmfestivalen i Venedig den 1 september 2018. Filmen hade en begränsad biopremiär i Los Angeles och New York den 26 oktober 2018. Filmen visades under Halloween i utvalda amerikanska städer innan filmen hade bred premiär den 2 november 2018. Filmen fick ett polariserat mottagande bland recensenter, där vissa berömde dess scenografi och skådespeleri, medan andra ansåg att filmens historiska och politiska inramning var onödig eller godtycklig i förhållande till filmens övriga teman. Filmen kommer att ha biopremiär i Sverige den 23 november 2018, och i Italien den 1 januari 2019.

## Handling
Susie Bannion är en amerikansk kvinna som antas till den prestigefyllda balettakademin Markos Academy i Berlin 1977. Hon blir sin huvudlärares favoritelev, den mystiska Madame Blanc. En av Madame Blancs elever försvinner efter att eleven berättat för psykoterapeuten Dr Klemperer att skolan tagits över av häxor. Efteråt inträffar flera mardrömslika händelser i Markos Academy, som Madame Blanc troligtvis är inblandad i.

## Rollista
- Dakota Johnson − Susie Bannion
- Tilda Swinton − Madame Blanc / Moder Helena Markos / Dr. Josef Klemperer (som Lutz Ebersdorf)[14]
- Mia Goth − Sara Simms
- Angela Winkler − Miss Tanner
- Ingrid Caven − Miss Vendegast
- Elena Fokina − Olga Ivanova
- Sylvie Testud − Miss Griffith
- Renée Soutendijk − Miss Huller
- Christine LeBoutte − Miss Balfour
- Fabrizia Sacchi − Pavla
- Małgosia Bela − Mrs. Bannion / Death
- Jessica Harper − Anke Meier
- Chloë Grace Moretz − Patricia Hingle
- Alek Wek − Miss Millius
- Vanda Capriolo − Alberta
- Olivia Ancona − Marketa
- Brigitte Cuvelier − Miss Kaplitt
- Mikael Olsson − Agent Glockner
- Fred Kelemen − Agent Albrecht